# Magical Vacation
Magical Vacation (マジカルバケーション) est un jeu vidéo de rôle développé par Brownie Brown et édité par Nintendo, sorti en 2001 sur Game Boy Advance. Il est réédité en 2015 sur la console virtuelle de la Wii U.
Il a pour suite Magical Starsign.

## Accueil
- Famitsu : 35/40[1]